# Пирогівка (зупинний пункт)
Пирогі́вка — зупинний пункт Південно-Західної залізниці. Розташований біля села Пирогівка, на гілці, що з'єднує станцію Терещенська зі станцією Семенівка. Відкрито 1995 року.
Через платформу курсують дизель-поїзди за напрямками: Новгород-Сіверський — Терещенська та Семенівка — Терещенська.

## Історія
З 1893 до 1995 роки поруч існувала залізнична станція Пирогівка, що була кінцевою на тодішній лінії Воронізька-Пирогівка. Впродовж 1994—1995 років було збудовано залізничний міст через Десну та збудовано 14-кілометрову залізницю до Новгорода-Сіверського. Після відкриття залізниці стару станцію було закрито, а на новозбудованій лінії відкрито зупинну платформу, до якої перейшла назва закритої станції.